# Wuling Victory
La Wuling Victory (in cinese:五菱凯捷; pinyin: Wǔlíng Kǎijié) è una autovettura prodotta dal 2020 dalla casa automobilistica cinese Wuling Motors.

## Descrizione
La Victory ha debuttato al Salone dell'Auto di Chengdu 2020. La produzione in serie della Victory è iniziata il 2 settembre 2020, con le vendite iniziate in Cina il 1º novembre 2020. La vettura che condivide la piattaforma con la Baojun RS-7, è una monovolume di grandi dimensioni, dotata di un abitacolo a 7 posti.
Al lancio la vettura è disponibile con un solo motore turbo a quattro cilindri LJO da 1,5 litri che eroga 108 kW (147 CV) a 5200 giri/min e 250 Nm di coppia tra i 2200 e i 3400 giri/min. Il motore è abbinato a un cambio manuale a sei rapporti o a una trasmissione a variazione continua con otto rapporti. La velocità massima è di 170 km/h.